# Lliga Nord-americana d'Esperanto
La Lliga Esperantista de Nord-amèrica (esperanto: Esperanto-Ligo por Norda Ameriko, ELNA) és l'organització nacional d'Esperanto als Estats Units. Es va fundar l'any 1952, a Sacramento, Califòrnia, i després de no molts anys va substituir una organització anterior, l'Associació Nord-americana d'Esperanto (esperanto: Esperanto-Asocio de Norda Ameriko, EANA), com la principal organització esperantista als Estats Units.
ELNA administra la llibreria més gran d'Esperanto a Amèrica. Edita un butlletí bimestral, Esperanto USA. De vegades també edita llibres sobre Esperanto. La direcció la constitueixen el president, vicepresident, secretari, caixer i a part unes altres nou persones; també té molts comissionats amb diverses tasques a l'interior del moviment esperantista.
ELNA celebra cada any, des del 1953 un congrés nacional, que sol ser als Estats Units, però de vegades també a Mèxic (juntament amb la Federació Mexicana d'Esperanto) o al Canadà (juntament amb l'Associació Canadenca d'Esperanto). La secció juvenil d'ELNA és la Joventut Esperantista Nord-americana (esperanto: Usona Esperantista Junularo, USEJ). ELNA és l'associació nacional dels Estats Units a l'Associació Universal d'Esperanto (des del 1955/1956).
L'Oficina Central, amb un empleat a jornada completa i un a mitja jornada, és a Emeryville, Califòrnia, que és al costat a San Francisco. Vilcjo Harris n'és el director des del 15 de febrer del 2007. Anteriorment va servir com a caixer d'ELNA i cap del Comité de Membres. Don Harlow n'és el director anterior i en 2013 el president n'era Víctor Raola.